# Meningitis de Mollaret

Meninges del sistema nervioso central: duramadre, aracnoides y piamadre.

La meningitis de Mollaret —también llamada meningitis linfocítica benigna recurrente— es un tipo de meningitis aséptica. Descrita por primera vez en 1944 por Pierre Mollaret como  una meningitis endotelio-linfocítica recurrente caracterizada por presentarse en pacientes por lo demás sanos. Aunque en un principio se le describió como una enfermedad idiopática, hoy se sabe que la mayoría de los casos son debidos a los virus del herpes simple 1 y 2, entre otras causas menos comunes.

## Etiología y patogenia
Cuando Mollaret la describió originalmente, no pudo identificar al agente causal de la enfermedad. Actualmente, la etiología más comúnmente asociada a la meningitis aséptica idiopática recurrente es el virus del herpes simple tipo 2 (HSV-2). Tras la infección genital primaria, el HSV-2 permanece latente en las neuronas sensitivas de los ganglios de las raíces dorsales sacras. Posteriormente, la diseminación retrograda hacia el líquido cefalorraquídeo resulta en una meningitis recurrente.
Raramente se ha asociado la enfermedad con infecciones por el virus de Epstein-Barr o el virus del herpes simple tipo 1. La reactivación de la toxoplasmosis cerebral latente también se ha identificado como agente causal.
Los quistes epidermoides intracraneales e intraespinales, raramente, también han sido asociados con la meningitis de Mollaret.

## Cuadro clínico
La enfermedad se caracteriza por presentar por lo menos 3 episodios de fiebre y signos de meningitis (rigidez de nuca, Brudzinski, Kernig) que duran de 2 a 5 días seguidos de recuperación espontánea. Con recurrencias que varían de persona a persona, pudiendo transcurrir semanas, meses e incluso años antes del siguiente episodio.
Las personas con meningitis de Mollaret tienen dolor de cabeza de comienzo agudo que puede ser severo; así como fiebre, fotofobia y signos de irritación meníngea (rigidez nucal y signos de Kenig y Brudzinski). En pocas horas los síntomas alcanzan la máxima intensidad para posteriormente ceder. Asimismo pueden presentarse: alucinaciones, convulsiones, diplopía y parálisis de nervios craneales. La persistencia de los síntomas es más consistente con otras enfermedades que con la meningitis de Mollaret.

## Diagnóstico
Si se examina el líquido cefalorraquídeo durante la fase aguda de la enfermedad se encontrará elevación de proteínas, glucosa normal o baja y pleocitosis con predominio de polimorfonucleares y células mononucleares (células de Mollaret) que desaparecen a las pocas horas.